# Rezerwat przyrody Złote Bagna
Rezerwat przyrody „Złote Bagna” – rezerwat torfowiskowy o powierzchni 38,36 ha w pobliżu miejscowości Szydłów w gminie Tułowice w województwie opolskim. Powołany został 19 lipca 2001 roku, mocą rozporządzenia Wojewody Opolskiego. Przedmiotem ochrony jest mało zniekształcone torfowisko wysokie z ciekawą szatą roślinną oraz bogatą awifauną. Wyróżniającym się gatunkiem tego ekosystemu jest wełnianka pochwowata porastająca teren torfowiska.
Obszar rezerwatu podlega ochronie czynnej.